# Tabbert (Familie)
Die Familie Tabbert ist eine besonders im 17. und 18. Jahrhundert belegte Gelehrtenfamilie in Vorpommern, deren adelige Zweige ausgestorben sind. Zur Familie zählen u. a. folgende Personen:
- Matthäus (Matthias) Tabbert (1625–1675), evangelischer Theologe und Generalsuperintendent[5]
- Philipp Johann von Strahlenberg (1677–1747), bis zur Nobilitierung 1707 Philipp Johann Tabbert (auch: Philipp Johann Tabbert von Strahlenberg[6]), schwedischer Offizier und Geograph

- Samuel Heinrich Matthias von Tabbert (1710–1788)[7], Regierungsrat zu Wernigerode, Domherr in Halberstadt[8]